# NGC 2862
NGC 2862 este o galaxie seyfert situată în constelația Leul. A fost descoperită în 21 februarie 1863 de către Heinrich Louis d'Arrest. Se află la o distanță de 68,23 de megaparseci de Pământ.